# Athletissima 2015
Athletissima 2015 byl lehkoatletický mítink, který se konal 9. července 2015 v švýcarském městě Lausanne. Byl součástí série mítinků Diamantová liga.

## Výsledky
- Archiv výsledků zde [1]

### Muži
| Disciplína     | 1. místo                   | 2. místo                     | 3. místo                 |
| 200 m          | Zharnel Hughes 20,13       | Anaso Jobodwana 20,21        | Isiah Young 20,27        |
| 800 m          | Nijel Amos 1:43,27         | David Lekuta Rudisha 1:43,76 | Ferguson Rotich 1:44,44  |
| 5000 m         | Mohamed Farah 13:11,77     | Yomif Kejelcha 13:12,59      | Edwin Soi 13:17,17       |
| 400 m překážek | Bershawn Jackson 48,71     | Louis Jacob van Zyl 48,92    | Denis Kudryavtsev 49,01  |
| Skok o tyči    | Paweł Wojciechowski 584 cm | Raphael Holzdeppe 576 cm     | Renaud Lavillenie 576 cm |
| Trojskok       | Christian Taylor 18,06 m   | Pedro Pichardo 17,99 m       | Omar Craddock 17,30 m    |
| Vrh koulí      | David Storl 22,20 m        | Joe Kovacs 21,71 m           | Reese Hoffa 21,30 m      |
| Hod oštěpem    | Keshorn Walcott 90,16 m    | Vítězslav Veselý 87,97 m     | Tero Pitkämäki 87,44 m   |

### Ženy
| Disciplína      | 1. místo                    | 2. místo                        | 3. místo                           |
| 200 m           | Allyson Felixová 22,09      | Dafne Schippersová 22,29        | Murielle Ahouréová 22,36           |
| 400 m           | Shaunae Millerová 49,92     | Sanya Richardsová-Rossová 51,12 | Novlene Williamsová-Millsová 51,15 |
| 1500 m          | Sifan Hassanová 4:2,36      | Faith Kipyegonová 4:3,38        | Jennifer Simpsonová 4:3,54         |
| 100 m překážek  | Dawn Harperová 12,55        | Jasmin Stowersová 12,58         | Queen Harrison 12,63               |
| 3000 m překážek | Virginia Nyambura 9:16,99   | Hiwot Ayalewová 9:17,22         | Emma Coburnová 9:20,67             |
| Skok daleký     | Tianna Bartolettaová 6,86 m | Shara Proctorová 6,79 m         | Christabel Nettey 6,68 m           |
| Skok do výšky   | Anna Čičerovová 2,03 m      | Ruth Beitiaová 1,94 m           | Erika Kinsey 1,94 m                |
| Hod diskem      | Yaime Pérezová 67,13 m      | Sandra Perkovićová 67,06 m      | Denia Caballerová 66,04 m          |